# Otto von Ledebur
Otto Freiherr von Ledebur (Erfurt, 22. rujna 1869. – Hamburg, 30. srpnja 1943.) je bio njemački časnik i vojni zapovjednik. Rođen je 22. rujna 1869. u Erfurtu. Na početku Prvog svjetskog rata služi kao prvi stožerni časnik u stožeru X. pričuvnog korpusa kojim je zapovijedao Günther von Kirchbach. Deseti pričuvni korpus nalazio se na Zapadnom bojištu u sastavu 2. armije pod zapovjedništvom Karla von Bülowa, te u sklopu iste u prvom mjesecu rata Ledebur sudjeluje u opsadi Namura i Bitci kod St. Quentina. Nakon toga X. pričuvni korpus sudjeluje u Prvoj bitci na Marni i Prvoj bitci na Aisnei.
Krajem studenog 1914. Ledebur je imenovan načelnikom stožera VI. pričuvnog korpusa kojim je zapovijedao Konrad von Gossler. Ubrzo nakon tog imenovanja, u prosincu, promaknut je u čin potpukovnika. S VI. pričuvnim korpusom tijekom 1916. sudjeluje u Verdunskoj bitci i Bitci na Sommi. U studenom 1916. postaje načelnikom stožera 5. armije. Navedenu dužnost međutim obnaša svega mjesec dana jer je u prosincu imenovan načelnikom stožera Armijskog odjela Strantz koji je u veljači 1917. preimenovan u Armijski odjel C. Navedenu dužnost obnaša do rujna 1918. kada je imenovan zapovjednikom Gardijske ersatzke pješačke brigade. U međuvremenu je, u studenom 1917., unaprijeđen u čin pukovnika. Gardijskom ersatzkom brigadom zapovijeda do početka studenog kada se ponovno vraća na mjesto načelnika stožera Armijskog odjela C koju dužnost obnaša do kraja rata.
Otto von Ledebur poginuo je 30. srpnja 1943. u 74. godina života tijekom savezničkog bombardiranja Hamburga.

## Vanjske poveznice
(eng.) Otto von Ledebur na stranici Axishistory.com